# عمى ثلجي
العمى الثلجي (واسمه الفصيح، القَمَر: قَمِرَ الرجلُ يَقْمَرُ قَمَراً: حار بصره في الثلج فلم يبصر (لسان العرب)) هو انخفاض مؤقت في الرؤية بسبب ضوء الشمس الساطع المنعكس عن لون الثلج (الجليد) أو بسبب تعريض العينين للأشعة فوق البنفسجية. ومن المعتاد أن يسترد المرء بصره خلال 24 ساعة. وفي بعض الأحيان، يجد المرء عناء في التمييز بين الألوان بعد الإصابة بالعمى الثلجي، ويرى كل شيء بلون أحمر لفترة طويلة. وفي معظم الحالات، يختفي العمى الثلجي عندما يريح المرء عينيه ويلزم بيته. ومع ذلك، يمكن أن يؤدي التعرض لفترة طويلة للضوء المنعكس، في حالات نادرة، إلى اعتلال الشبكية الشمسي
وهو اضطراب قد ينجم عنه فقدان دائم للبصر. ويساعد لبس النظارات الشمسية أو النظارات السوداء على منع العمى الثلجي.

## العلاج
يمكن التخفيف من الألم مؤقتاً باستخدام قطرات العين المخدّرة للفحص ولكن لا تستخدم كعلاج مستمر لأن تخدير العين يتداخل مع التئام القرنية وربما يؤدي إلى تقرح القرنية، وحتى خسارة العين. إن الكمادات الباردة الرطبة على العينين والدموع الاصطناعية قد تساعد على تخفيف الأعراض.